# Powiat Przybram
Powiat Przybram (czes. Okres Příbram) – powiat w Czechach, w kraju środkowoczeskim.
Jego siedziba znajduje się w mieście Przybram. Powierzchnia powiatu wynosi 1627,9 km², zamieszkuje go 107 037 osób (gęstość zaludnienia wynosi 65,79 mieszkańców na 1 km²). Powiat ten liczy 120 miejscowości, w tym 6 miast.
Od 1 stycznia 2003 powiaty nie są już jednostką podziału administracyjnego Czech. Podział na powiaty zachowały jednak sądy, policja i niektóre inne urzędy państwowe. Został on również zachowany dla celów statystycznych.

## Struktura powierzchni
Według danych z 31 grudnia 2003 powiat ma obszar 1627,913569 km², w tym:
- użytki rolne – 43,50%, w tym 71,15% gruntów ornych
- inne – 56,5%, w tym 78,47% lasów
- liczba gospodarstw rolnych: 560

## Demografia
Dane z 31 grudnia 2003:
| Opis        | Ogółem  | Kobiety      | Mężczyźni    |
| ----------- | ------- | ------------ | ------------ |
| populacja   | 107 037 | 54535 50,95% | 52502 49,05% |
| średni wiek | 38,5    | 40,82        | 37,96        |

- gęstość zaludnienia: 65,79 mieszk./km²
- 56,71% ludności powiatu mieszka w miastach.

## Zatrudnienie
| Mieszkańcy ze stałym zatrudnieniem | 21 145       |
| Średnia pensja miesięczna          | 13 941 koron |
| Bezrobotni                         | 5 080        |
| Stopa bezrobocia                   | 8.95%        |

## Szkolnictwo
W powiecie Przybram działają:
| Rodzaj szkoły                   | Liczba szkół |
| ------------------------------- | ------------ |
| Przedszkola                     | 65           |
| Szkoły podstawowe               | 49           |
| Gimnazja                        | 5            |
| Szkoły średnie techniczne       | 7            |
| Szkoły średnie ogólnokształcące | 7            |
| Szkoły wyższe                   | 3            |

## Służba zdrowia
| Lekarze                               | 392 |
| Szpitale                              | 2   |
| Specjalistyczne ośrodki terapeutyczne | 4   |
| Gabinety dentystyczne                 | 46  |
| Apteki                                | 20  |